# Захаров, Андрей Иванович
Андрей Иванович Захаров (1912—?) — советский хозяйственный, государственный и политический деятель.

## Биография
Родился в 1912 году в Немюгинском наслеге. Член КПСС.
С 1930 года — на хозяйственной, общественной и политической работе. В 1930—1956 гг. — член бюро райкома ВЛКСМ, заведующий культпропотделом, заведующий отделом руководящих комсомольских органов, член обкома ВЛКСМ, инструктор отдела кадров, заведующий сектором, заместитель заведующего отдела кадров, заведующий сельскохозяйственным отделом, секретарь Якутского обкома ВКП(б) по пропаганде и агитации, председатель Верховного Совета Якутской АССР.
Избирался депутатом Верховного Совета РСФСР 2-го и 3-го созывов.
Умер после 1955 года.